# Miharu Imanishi
Miharu Imanishi (Japans: 今西 美晴, Imanishi Miharu) (Ujitawara (Prefectuur Kioto), 20 mei 1992) is een tennisspeelster uit Japan.
Imanishi begon op zesjarige leeftijd met het spelen van tennis. In september 2008 speelde ze haar eerste profwedstrijd in Kioto, en in 2010 won ze in Komoro haar eerste wedstrijd. Vervolgens behaalde ze de eerste 10.000$-toernooiwinst in 2011 in Mie.